# عبد الله بولا
عبد الله أحمد البشير الشهير بعبد الله بولا كاتب وفنان سوداني (1940-2018) ولد بمدينه بربر في السودان.

## حياته
تخرج بولا من كليه الفنون الجميلة ثم انتقل للعمل معلمًا للفنون بمدرسة حنتوب الثانوية وقدم بها تغييرا معرفيا وتعليميا وثقافيا قدم بولا عددًا من الكتابات النقدية والفلسفية حول مفاهيم الأصالة

## كتاباته
تناول بولا في عدد من كتاباته النقدية التاريخ السوداني وأسباب انتهاكات حقوق المواطنة، والإنسان في التاريخ السوداني وتماهي المجتمعات مع مؤسسات التجهيل والتعميم المنظمة. قدم الكاتب عددًا من الكتابات المقارنة بين الفن الإفريقي والأوروبي.

### أشهر كتاباته
- نسب شجرة الغول.
- العناصر الأساسية المُكونة لحضارة ذات أصول زنجية-إفريقية أم للفكر الإفريقي المغترب؟[6]
- بداية مشهد مصرع الإنسان الممتاز.

## روابط خارجية
ندوه تدشين كتاب مصرع الانسان الممتاز
حول المساهمة الفكرية للدكتور عبد الله بولا
حول المساهمه الفكريه لعبد الله بولا